# San José Agua Zarca
San José Agua Zarca är en ort i Mexiko.   Den ligger i kommunen San Pedro Yeloixtlahuaca och delstaten Puebla, i den sydöstra delen av landet, 180 km sydost om huvudstaden Mexico City. San José Agua Zarca ligger 1 104 meter över havet och antalet invånare är 300.
Terrängen runt San José Agua Zarca är kuperad åt sydost, men åt nordväst är den platt. San José Agua Zarca ligger nere i en dal. Runt San José Agua Zarca är det ganska tätbefolkat, med 58 invånare per kvadratkilometer. Närmaste större samhälle är Acatlán de Osorio, 12,5 km norr om San José Agua Zarca. I omgivningarna runt San José Agua Zarca växer huvudsakligen savannskog.